# Protea caffra
Protea caffra és una espècie d'angiosperma de la família de les proteàcies (Proteaceae) pròpia d'Àfrica meridional. És una espècie molt variable i té moltes subespècies. Va ser descoberta a la província de Natal cap a 1839 per Ferdinand Krauss.

## Característiques
És un petit arbre o arbust que es dona en herbassars i arbredes obertes normalment en llocs rocosos. Les seves fulles són esclerofil·les i sense pilositat. El capítol floral és solitari i o en grups de 3 o 4 amb les bràctees de l'involucre, rosa o de color crema. El fruit és una núcula molt pilosa.

## Etimologia
L'epítet específic caffra deriva de 'Caffraria', el nom que tenia al segle xvii la regió nord-est de Sud-àfrica, que és una llatinització del no àrab 'Kafir'- infidel.